# Pirè
El pirè és un hidrocarbur aromàtic policíclic (HAP) que consisteix en quatre anells de benzè fusionats que formen un sistema aromàtic pla. La fórmula química és C
16H
10. Aquest sòlid groguenc és el més petit dels HAP peri-fusionats (els anells estan fusionats a través de més d'una cara). El pirè es forma durant la combustió incompleta de compostos orgànics.

## Ocurrència i propietats
El pirè es va isolar per primer cop del quitrà d'hulla, on es troba en fins al 2% en pes. Com a HAP peri-fusionat, el pirè està més estabilitzat per ressonància que el seu isòmer que conté un anell de cinc membres fluoroantè. Per tant, és produït en una àmplia gamma de condicions de combustió. Per exemple, els automòbils en produeixen al voltant d'1 μg/km.

### Reaccions
L'oxidació amb cromat produeix perinaftenona i després àcid. Pot patir una sèrie de reaccions d'hidrogenació i és susceptible de patir halogenació, addicions de Diels-Alder i nitració, amb diversos nivells de selectivitat. La bromació té lloc en una de les tres posicions.

### Fotofísica
El pirè i derivats es fan servir comercialment per fer tints i precursors de tints, com ara la piranina o l'àcid naftalè-1,4,5,8-tetracarboxílic. Té una absorbància forta a la zona UV-vis en tres bandes estretes a 330 nm en DCM. L'emissió és propera a l'absorció, però a 375 nm. La morfologia dels senyals canvia amb el dissolvent. Els derivats també són sondes moleculars valuoses a través de l'espectroscòpia fluorescent, ja que té un rendiment quàntic elevat així com un període de vida elevat (0,65 i 410 nanosegons, respectivament, en etanol a 293 K). El pirè va ser la primera molècula en què es descobrí un comportament excímer. Aquest excímer apareix al voltant de 450 nm. Theodor Förster n'informà el 1954.

## Aplicacions
L'espectre d'emissió fluorescent del pirè és molt sensible a la polaritat del dissolvent, per la qual cosa el pirè es fa servir per determinar els dissolvents de l'entorn. L'estructura de l'estat excitat és diferent, no planar respecte la de l'estat fonamental. Algunes bandes d'emissió no s'hi veuen afectades, però altres varien en intensitat a causa de la força de la interacció amb el dissolvent.

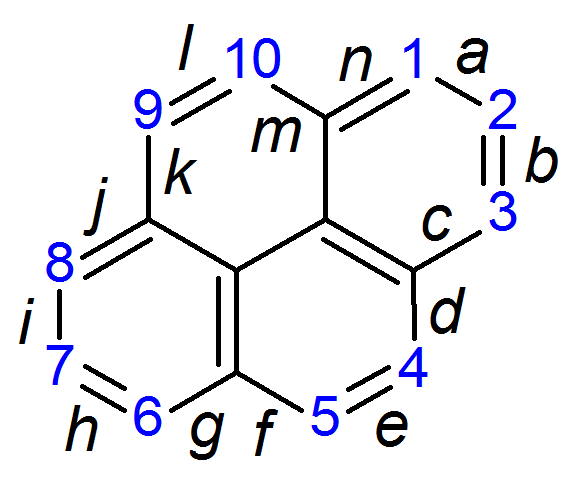
Diagrama de la numeració i de les localitzacions dels anells fusionats del pirè segons la nomenclatura de química orgànica de la IUPAC.

Encara que no és tan problemàtic com el benzopirè, estudis en animals han demostrat que el pirè és tòxic pels ronyons i el fetge. Se sap que el pirè afecta nombroses funcions vitals en peixos i algues.
Experiments en porcs han mostrat que l'1-hidroxipirè urinari és un metabolit del pirè, quan s'administra oralment.
Els pirens són materials electrodadors forts i poden combinar-se amb diversos materials per tal de fer sistemes acceptors-dadors d'electrons que es poden emprar en conversió energètica o emmagatzemament de llum.